# Nurag „Su Nuraxi” w Barumini
Nurag „Su Nuraxi” w Barumini – osiedle ludzkie z kręgu Cywilizacji Nuragijskiej, które swoimi początkami sięga epoki brązu (prawdopodobnie w XVI w. p.n.e.). Znajduje się na Sardynii w Gminie Barumini. Największy okres rozkwitu osiedla miał miejsce w wiekach od VII do VI p.n.e. Jest to największy nurag znajdujący się na Sardynii i ze względu na swoją unikatowość wpisany na Listę światowego dziedzictwa UNESCO.

## Fazy rozwojowe
A. XVI-XIV p.n.e. – potwierdzone istnienie pierwszej wieży, która stała się zalążkiem kompleksu. Nie ma dowodów na istnienie innych budynków.
B. XIII-XI w. p.n.e. – rozbudowa o kolejne cztery wieże.
C. X-VIII p.n.e. – budowa muru okalającego dotychczasowe, czterowieżowe założenie obronne. Potwierdzone istnienie małej osady.
D. VII-VI w. p.n.e. – największy okres rozkwitu. Cały kompleks liczył być może nawet 1000 mieszkańców i składał się z ponad 200 różnych budynków.
E. V w. p.n.e. – III w. n.e. – okres punicki i rzymski charakteryzuje się powolnym upadkiem osady.
F. IV-VI w. n.e. – osada nie pełni już funkcji mieszkalnych, służy jednak okolicznym pasterzom za tymczasowe miejsce schronienia. W VI wieku traci nawet tę funkcję i zostaje kompletnie opuszczona i zapomniana.

## Historia i opis kompleksu

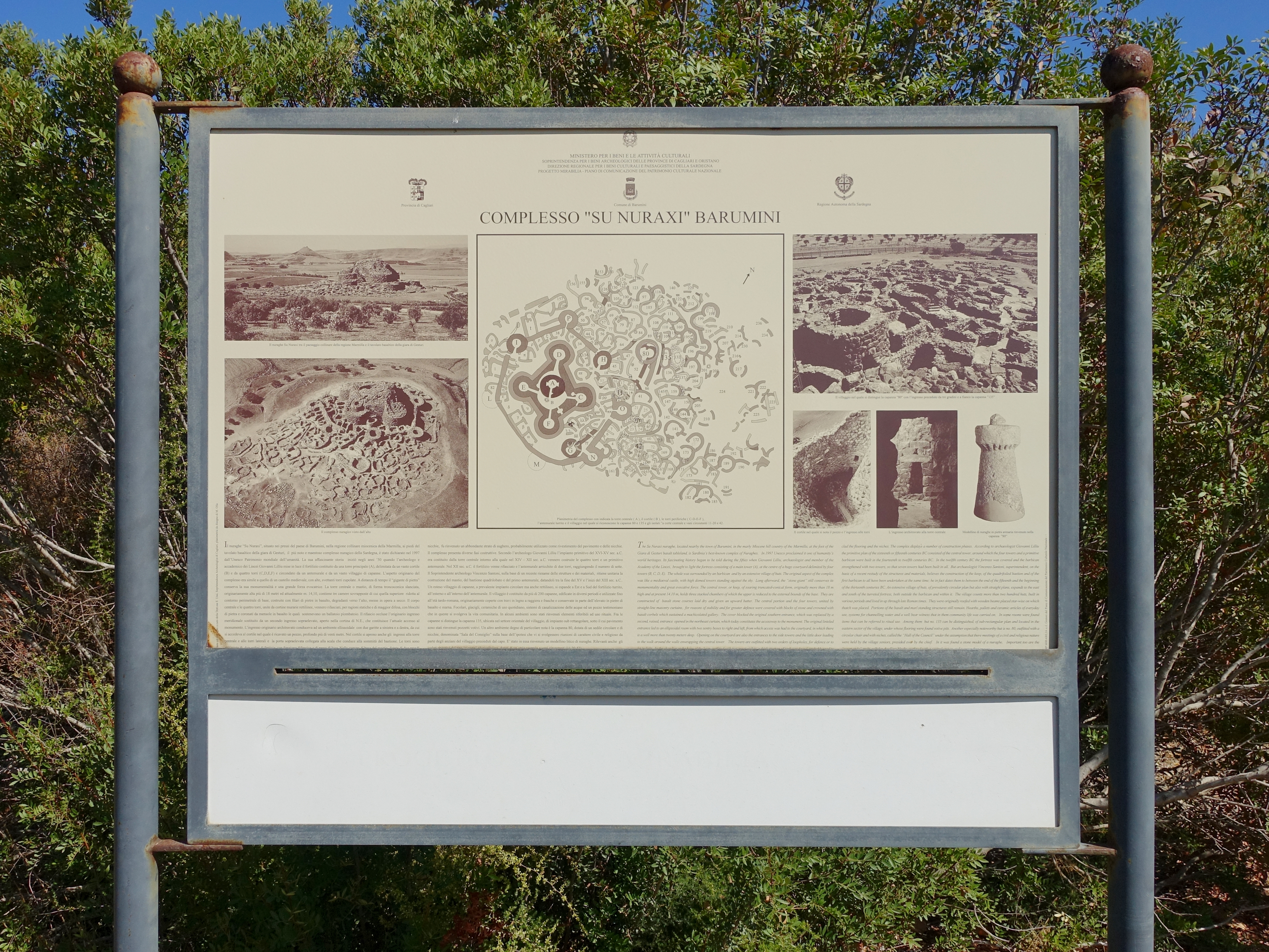
Tablica prezentująca historię i plan kompleksu w okresie świetności

### Nurag
Najstarszą część całego kompleksu stanowi nurag, czyli stożkowata wieża wybudowana z bloków bazaltowych, ok. XVI-XIV w. p.n.e., wysoka na 18,6 m., z trzema pomieszczeniami. W kolejnych wiekach pierwotny, pojedynczy nurag, był rozbudowywany. Do pierwszej wieży dobudowano kolejne cztery połączone wąskim, zadaszonym korytarzem. Wykopano studnię na placyku centralnym, a w następnym etapie wszystko otoczono murem z małymi wieżyczkami. Jako że Cywilizacjaa Nuragijska nie zostawiła źródeł pisanych, nie jest znane dokładnie przeznaczenie pierwotnego nuraga. Jedna z teorii mówi, że pierwsza wieża, oprócz właściwości mieszkalnych, służyła do obserwacji uprawianych przez plemię (ród) pól. Inna hipoteza podaje, że od samego początku było to ośrodek zarządzania całą okolicą. Z kolei inna jeszcze teoria sugeruje, że było to zwykłe miejsce schronienia dla ludności i jej dobytku, i dopiero z czasem stało się miejscem związanym z lokalną władzą.

### Osada
Wokół rozwiniętego, pięciowieżowego nuraga, zaczęła się rozwijać osada. Dokładna liczba chat, szałasów i stajen zbudowanych z drobnego kamienia nie jest możliwa do dokładnego oszacowania. Przypuszcza się, że w wiekach VII i VI p.n.e., w okresie swojego szczytowego rozwoju, mogła osiągnąć liczbę około 200, a nawet 250 budynków, co hipotetycznie umożliwiłoby mieszkanie nawet dla 1000 osób. Wśród zabudowań mieszkalnych, dwa budynki zasługują na szczególną uwagę ze względu na wielkość i solidność wykonania. Pierwszy, prawdopodobnie był salą spotkań z przywódcą osady, swoistą salą tronową. Drugi z kolei prawdopodobnie był sala zgromadzeń starszych rodu (osady). W obu obiektach w czasie wykopalisk znaleziono symbole religijne i przedstawienia bóstw. Schyłek osady rozpoczął się około VI w. p.n.e. Osada zaczęła zamierać i popadać w ruinę. W okresie kartagińskim i rzymskim była schronieniem dla okolicznych pasterzy i ich zwierząt. Definitywnie została opuszczona w VI-VII w. n.e.

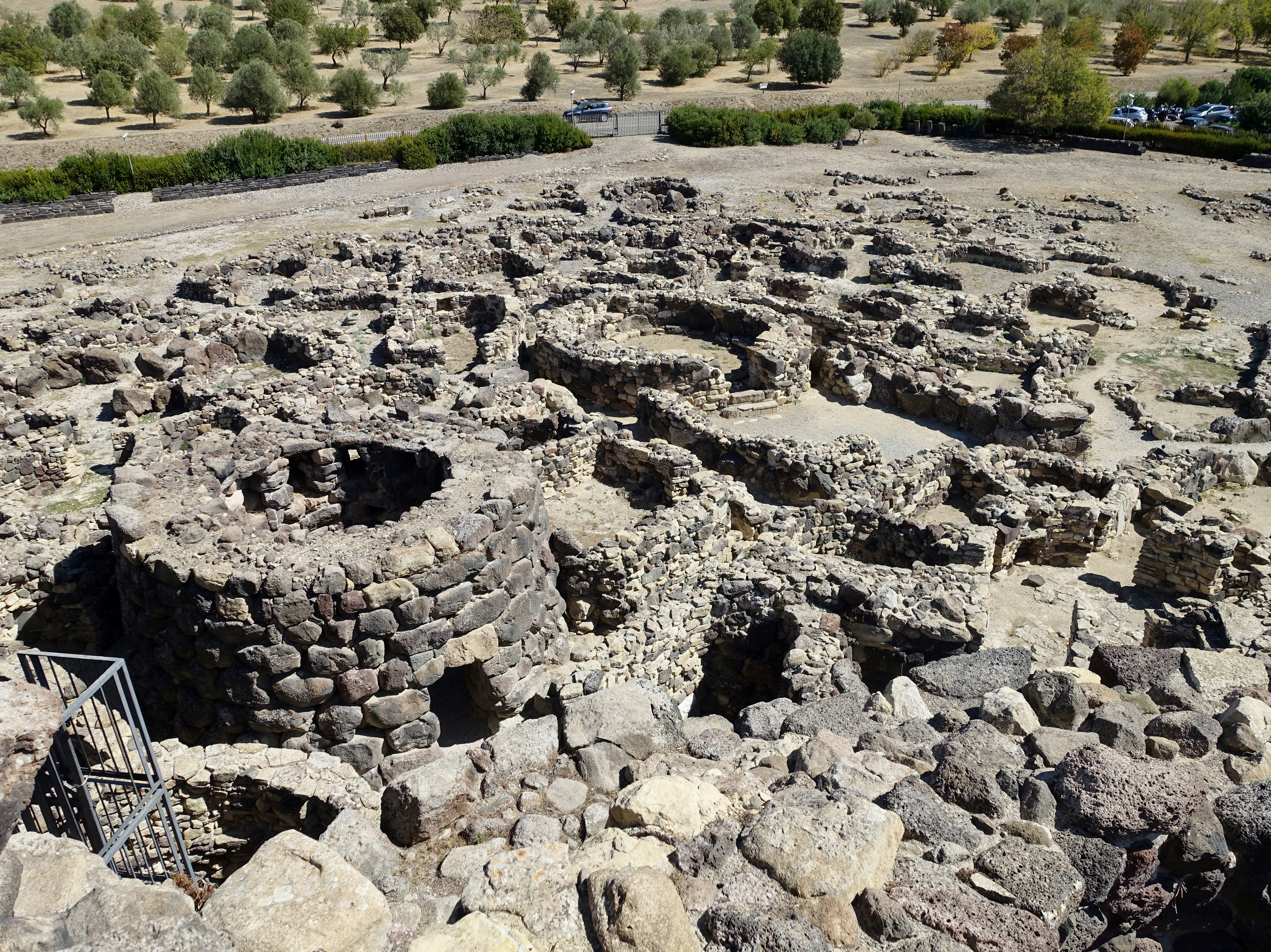
Zabudowania osady

## Wykopaliska archeologiczne
Po raz pierwszy w profesjonalny sposób obiekt został opisany w 1937 r. i wtedy po raz pierwszy pojawiły się propozycje badań archeologicznych. Rozpoczęto je w lipcu 1940 r. od uporządkowania przyszłego obszaru wykopalisk i sondażowych wkopów na głębokość 1,7 m. W trakcie tych pierwszych prac odkopano wejście do głównej wieży i odnaleziono fragmenty ceramiki z czasów rzymskich. Ze względu na trwającą II Wojnę Światową prace wykopaliskowe zostały przerwane. Podjęto je ponownie w 1949 r., przy czym najważniejsze prace wykonano w latach 1950–1957. Pozwoliły one na odkrycie ruin i rekonstrukcję kolejnych faz rozwoju kompleksu. Odkopano ponad 200 budynków różnego typu, potwierdzając skomplikowaną strukturę społeczną mieszkańców, udowadniając jednocześnie ciągłość osadniczą w tym miejscu przez około dwa tysiące lat. Prace archeologiczne trwały do połowy lat 70. W latach 1981–1987 dokonano szerokich prac zabezpieczających i rekonstrukcyjnych, które umożliwiły stworzenie muzeum.

## Wpisanie na Listę UNESCO
Propozycja wpisania kompleksu „Su Nuraxi” na listę światowego dziedzictwa UNESCO pojawiła się w pierwszej połowie lat 90. W zredagowanym w 1996 r. dokumencie zabytek został opisany jako: najbardziej kompletny przykład budowli tego typu na Sardynii. Prezentujący zdolność wykorzystania dostępnych materiałów służących do budownictwa obronnego w okresie przed rozwojem cywilizacyjnym ludzkości. Dokument przesłano w czerwcu 1996 r. do Międzynarodowej Rady Ochrony Zabytków i Miejsc Historycznych (ang. International Council on Monuments and Sites), organu doradczego UNESCO w sprawach kultury. Propozycję wpisania „Su Nuraxi” na listę została przedstawiona we wrześniu 1997 r. a oficjalne ogłoszenie miało to miejsce 6 grudnia tego roku. Argumentami za umieszczenie „Su Nuraxi” na liście dziedzictwa są wyjątkowość kompleksu i spełnienie trzech (I, III i IV) z sześciu kryteriów wpisania na listę. Są to:
I. stanowić wybitne dzieło twórczego geniuszu człowieka; lub
III. nieść unikalne lub co najmniej wyjątkowe świadectwo tradycji kulturowej lub cywilizacji wciąż żywej bądź już nieistniejącej; lub
IV. być wybitnym przykładem typu budowli, zespołu architektonicznego, zespołu obiektów techniki lub krajobrazu, który ilustruje znaczący(e) etap(y) w historii ludzkości.
Dokument końcowy stwierdza że: nuragi na Sardynii, wśród których Su Nuraxi jest najważniejszy, odpowiadały na partykularne konieczności polityczne i socjalne w czasach swojego powstania. Ponadto ilustrują zdolność i innowacyjność wykorzystania materiałów i technik, które były dostępne prehistorycznej wspólnocie ludzkiej.

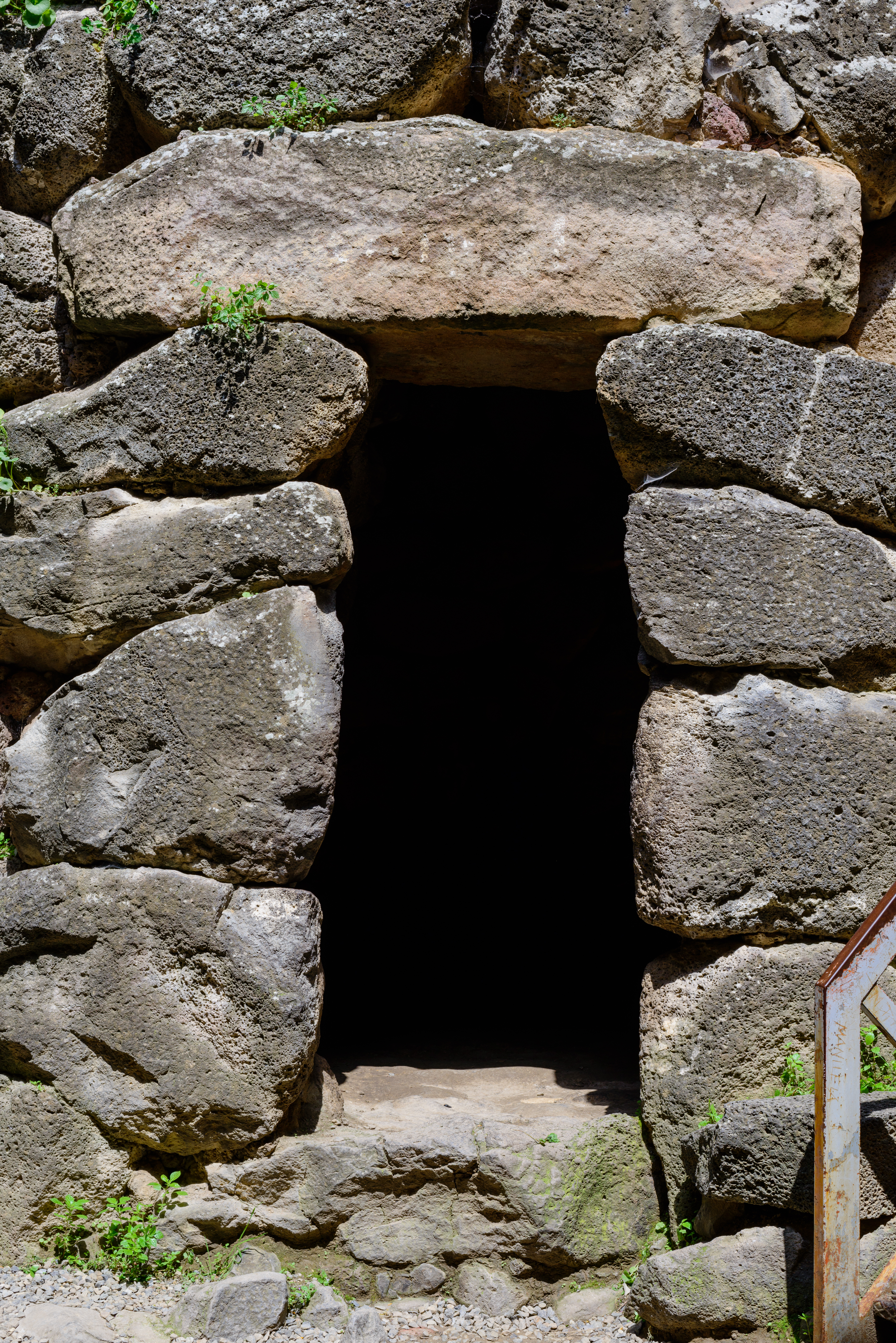
Wejście do jednej z wież

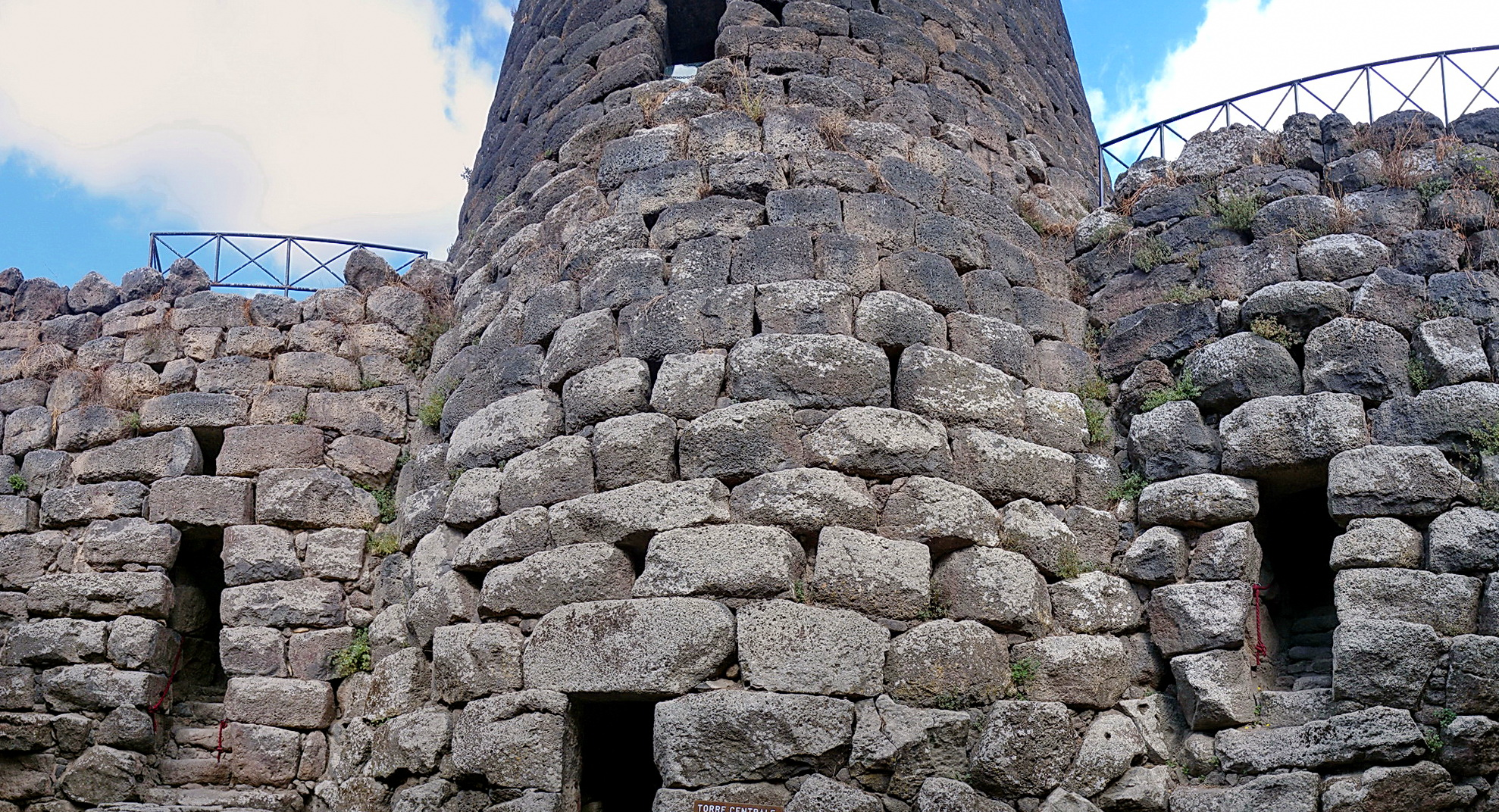
Wieże nuraga od strony wewnętrznego dziedzińca

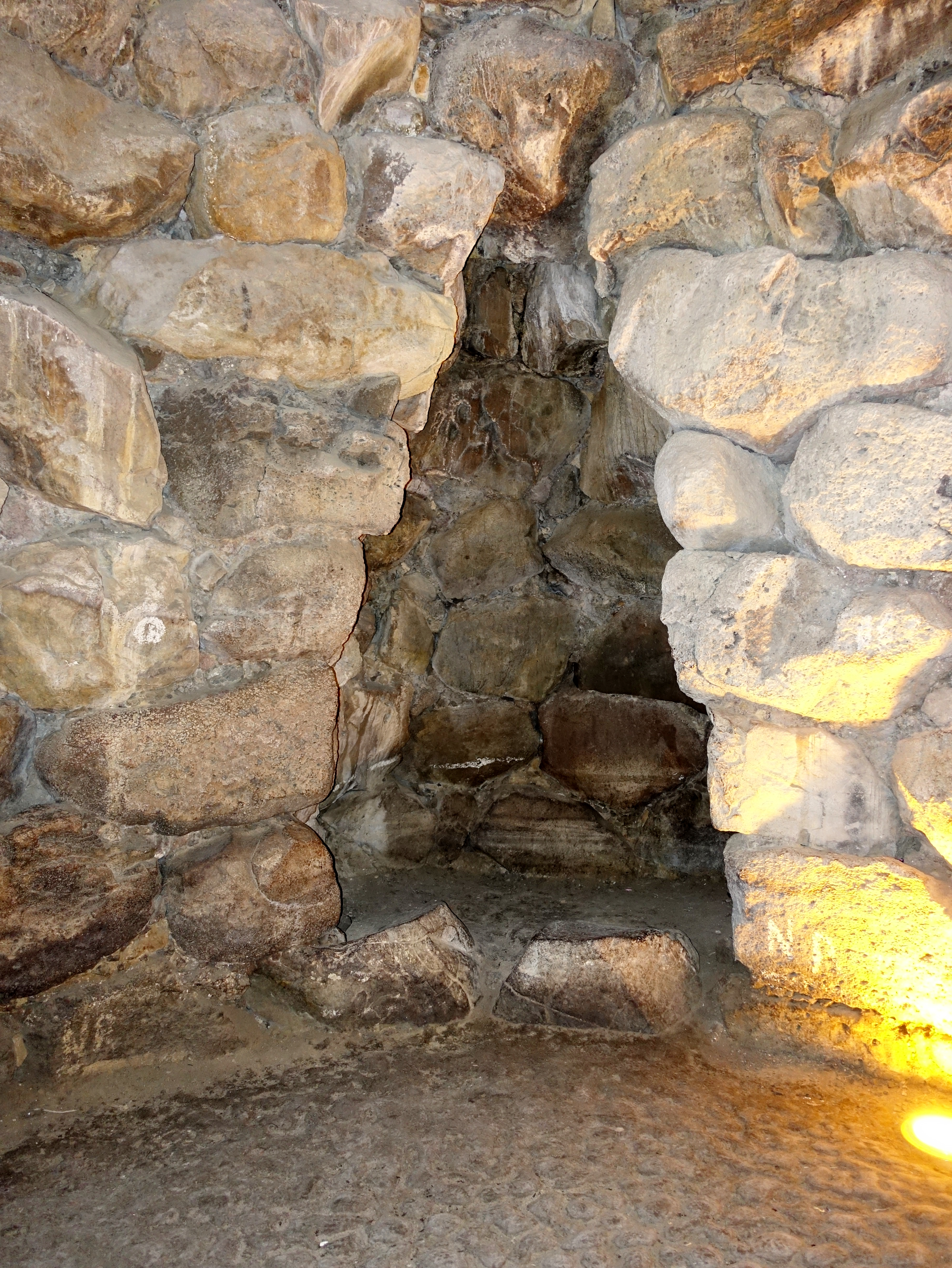
Jedna z wewnętrznych komór

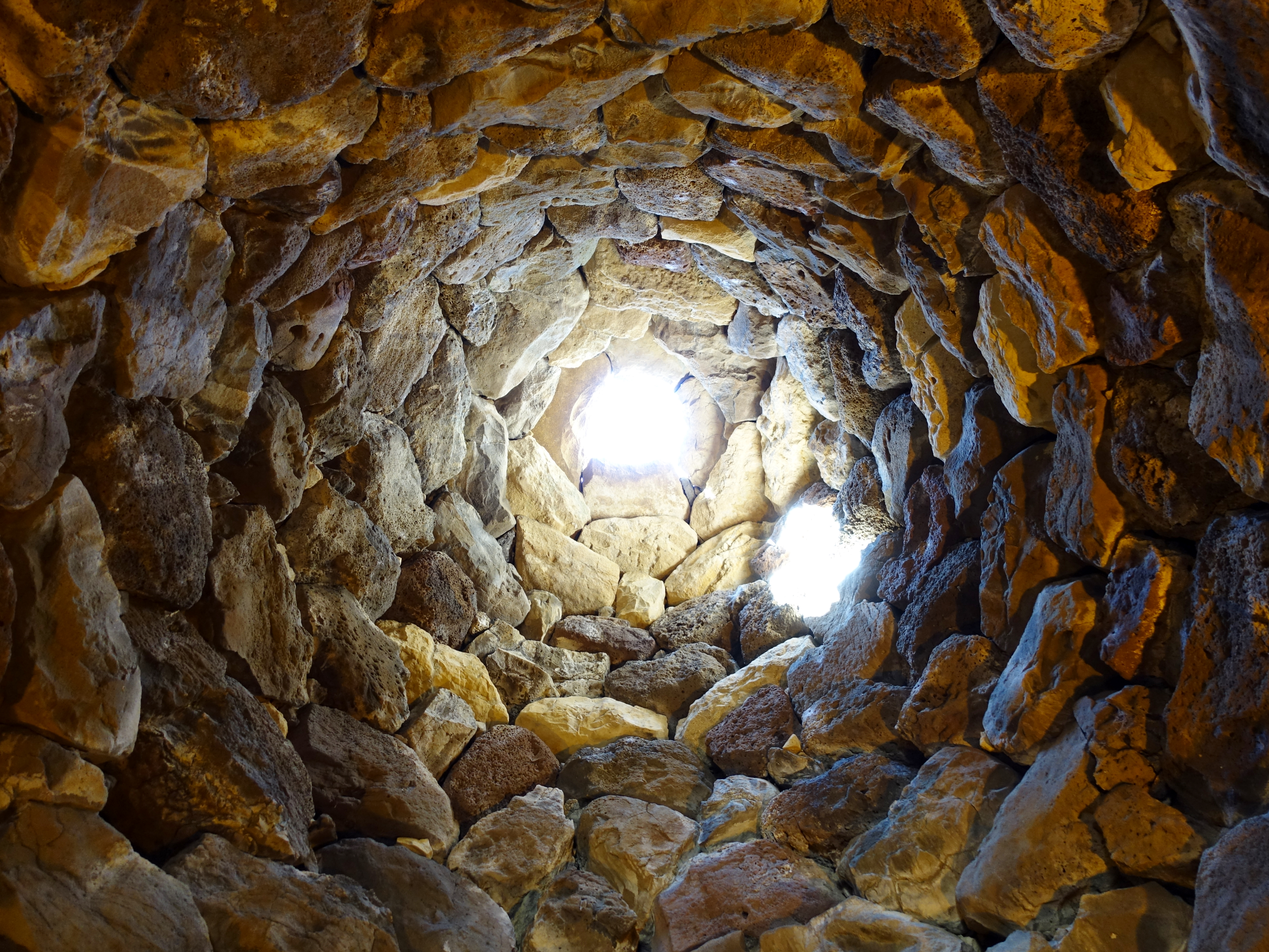
Widok z jednej z komór w kierunku nieba

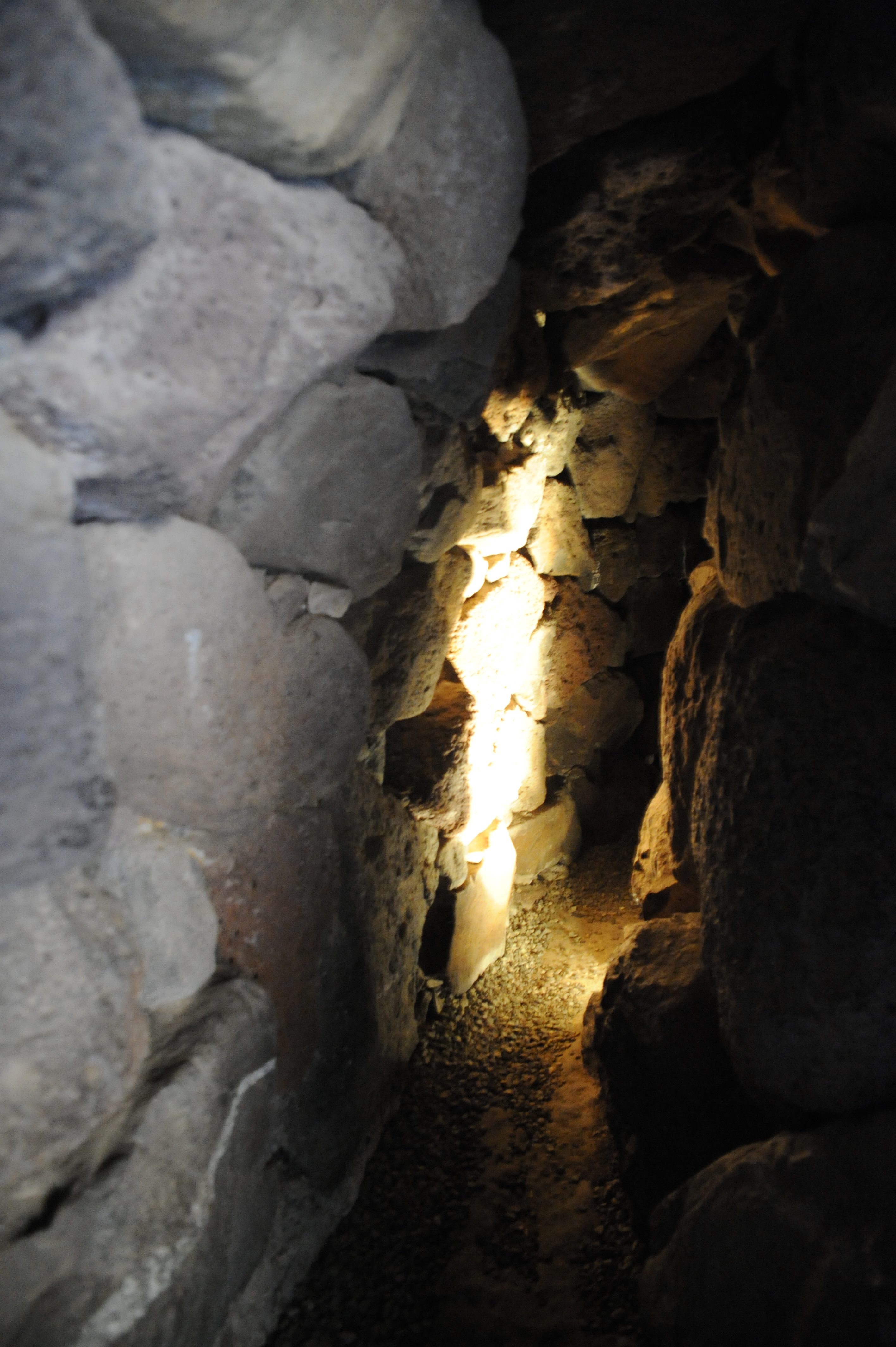
Korytarz wewnętrzny